# Bruno Grossi
Bruno Grossi (Bellinzona, 1965) è un flautista svizzero.

## Biografia
Bruno Grossi inizia lo studio del flauto con Andrè Jaunet, perfezionandosi in seguito con Maxence Larrieu, Peter-Lukas Graf e Aurèle Nicolet.
Vincitore di numerosi concorsi internazionali, tra cui l'Interart di Budapest.
Inizia la carriera internazionale in seguito alla vincita del primo premio al prestigioso concorso "Jean-Pierre Rampal" di Parigi nel 1993.
In qualità di solista si esibisce regolarmente nell'ambito di importanti rassegne e orchestre (Festival Martha Argerich, Les amis de Mozart, Julliard School, Flautissimo).
La sua discografia comprende due cd in duo con il pianista Bruno Robilliard e i quartetti di Mozart.
Attualmente è primo flauto solista dell'orchestra della Svizzera italiana.